# Puebla (stan)
Puebla – stan w środkowo-wschodnim Meksyku. Graniczy ze stanami: Veracruz (na wschodzie); Hidalgo, México, Tlaxcala i Morelos (na zachodzie) oraz z Guerrero i Oaxacą (na południu).

## Podział administracyjny
Puebla dzieli się na 217 gmin (hiszp. municipios).

## Historia
Znaleziska archeologiczne wskazują na obecność człowieka na tym terenie ok. 6000 p.n.e., były to stałe osiedla, których mieszkańcy zajmowali się uprawą roli. Od 1000 p.n.e. swój wpływ na ten rejon wywiera cywilizacja Olmeków. Ok. 300 n.e. istniała tutaj kultura Teotihuacán (głównie w Choluli). W północnej części Puebli rozwinęła się cywilizacja Totonaków. Ok. 900 n.e. Mistekowie opanowują Cholulę. W XII w. przybywa tu grupa Toltecko-Cziczimecka, która opuściła swoją wcześniejszą siedzibę w Tuli. Od XIV w. regionem żądzą niepodzielnie Aztekowie.
W 1519 do Meksyku przybywa ekspedycja Hernána Cortésa. Hiszpanie zajmują Huejotzingo i Cholulę a miejscową ludność pacyfikują. Ok. 1520 r. konkwistadorzy opanowują większość ważnych osad w regionie. Po upadku Imperium Azteków Hiszpanie opanowują resztę terytorium Puebli. W 1524 roku konkwistadorzy otrzymują duże nadania ziemi, którą biorą w posiadanie w ramach tzw. systemu encomienda. Encomiendy opierały się na niewolniczej pracy Indian, którzy pracowali przy uprawie roli albo w kopalniach. Pod koniec XVI w. rozwija się hodowla bydła, uprawa trzciny cukrowej i produkcja jedwabiu. Od 1524 franciszkanie prowadzą intensywną akcję nawracania Indian na katolicyzm.
Na początku XVII w. Puebla była głównym ośrodkiem włókienniczym w Nowym Świecie. W 1640 r. do Puebli przybywa pierwsza prasa drukarska, sam region staje się głównym ośrodkiem rolniczym, rzemieślniczym i handlowym Nowej Hiszpanii. Dramatycznie spadła liczba ludności indiańskiej, która nie wytrzymuje niewolniczej pracy w kopalniach i na roli a dodatkowo nie jest odporna na europejskie choroby.
W 1811 r. do Puebli dociera ruch niepodległościowy (na którego czele stał José María Morelos), ale powstańcy nie zdołali pokonać silnego oporu stawianego przez oddziały rojalistów. Do 1821 r. żadna ze stron nie zdobyła dominującej pozycji, dopiero armia poprowadzona przez Agustína de Iturbide zdołała pokonać wojska kolonialne i opanować Pueblę. W 1821 r. Puebla staje się częścią niepodległego Meksyku.
Praktycznie do 1867 Puebla była miejscem ciągłych walk o władzę nad krajem. Poszczególni pretendenci musieli opanować Pueblę aby rządzić Meksykiem, ze względu na jej strategiczne położenie w centrum kraju. 5 maja 1862 miała tu miejsce wygrana przez Meksykanów Bitwa pod Pueblą, gdzie pokonano armię francuską. Starcie to miało duże znaczenie moralne dla młodego narodu, który do tej pory ponosił same klęski (m.in. przegrana wojna ze Stanami Zjednoczonymi w 1848) i jest do dzisiaj obchodzone jako jedno ze świąt narodowych. Ostatecznie po pokonaniu interwencyjnych wojsk francuskich w 1867 roku Benito Juárez jako przywódca stronnictwa liberałów zaprowadza długo oczekiwany okres pokoju.
Po śmierci Juareza władzę przejmuje Porfirio Diaz, który w czasie swoich dyktatorskich rządów promuje program rozwoju gospodarczego, głównie dzięki kapitałowi zagranicznemu. Z polityki tej skorzystała także Puebla, która swój rozwój zawdzięczała rolnictwu, hodowli bydła oraz włókiennictwu. Dodatkowo wybudowane zostały liczne połączenia kolejowe i drogowe co ułatwiło wymianę handlową.
W 1910 r. rozpoczyna się rewolucja meksykańska. Na terenie Puebli znowu toczyły się zacięte walki. Chłopi również powstali przeciwko niesprawiedliwej strukturze własności, ich walkę koordynował słynny przywódca – Emiliano Zapata. Po wyjaśnieniu sytuacji politycznej w kraju chłopi zostali spacyfikowani a ich żądania zostały spełnione dopiero w latach 30. przez Lazaro Cardenasa.
Po rewolucji Puebla w dalszym ciągu pozostawała rolniczym stanem a jej wiejscy mieszkańcy w dużej części cierpieli ubóstwo. Wiejskie obszary tylko w niewielkiej części korzystały z owoców wzrostu gospodarczego.

## Warunki geograficzne i klimatyczne
Krajobraz Puebli ma charakter górzysty, szerokie doliny przecinają teren na dużych wysokościach. W jednej z nich jest położona stolica stanu.
Najwyższymi wulkanami są: Citlaltépetl (Pico de Orizaba) – 5 700 m, Popocatépetl – 5 450 m, Malinche (Matlalcueyatl) – 4 461 m.
Przez stan przepływa wiele małych rzek. Jedna z nich – Necaxa ma 200 km długości i zasila systemy nawadniające. W jej biegu znajdują się wodospady, które mają 165 m wysokości. Puebla dysponuje kilkoma zbiornikami retencyjnymi. Oprócz tego w regionie występują ujęcia wód mineralnych.
Temperatury nie wykazują dużych amplitud w ciągu roku i zależą głównie od wysokości nad poziomem morza. Podczas dnia temperatura wynosi od 21 °C do 27 °C. W nocy temperatura spada do nawet 4 °C. Niewielkie opady zdarzają się od listopada do marca, obfitsze deszcze spadają od kwietnia do października.
Lasy składają się głównie z sosny i dębów, występują też wierzby. Największe powierzchniowo tereny zadrzewione znajdują się w rejonie Huachinango. Do często spotykanych zwierząt należą: zające, szopy i orły. Quetzal – zielonopióry ptak zamieszkuje region Tezuitlán.

## Gospodarka
Kolejne sektory gospodarki stanu według udziału w PKB to: przemysł (24%), usługi (19%), handel (18%), finanse (18%), transport (8%), rolnictwo i hodowla (8%), budownictwo (4%), górnictwo (1%).
Główne gałęzie przemysłowe Puebli to przemysł samochodowy i włókienniczy. Zakłady Volkswagena są jednym z największych pracodwaców w regionie. Włókiennictwo koncentruje się w stolicy stanu. W niektórych rejonach utrzymanie ludności daje lokalne rzemiosło.
Głównymi roślinami uprawnymi są: kukurydzę, kawa, jabłka, mango, awokado i fasola. W rejonie Ciudad Serdán uprawia się ponadto ziemniaki. Hoduje się: bydło, świnie i drób. W niektórych częściach stanu wykorzystuje się także osły.
Z surowców mineralnych wydobywa się m.in.: srebro, ołów, złoto i miedź.

## Turystyka
Na terenie stanu znajdują się liczne stanowiska archeologiczne. Najważniejsze z nich są położone w Choluli. W mieście Puebla znajduje się często odwiedzana katedra oraz rynek El Parian. Istnieją także źródła mineralne w Tehuacan a w Chignahuapan wody termalne. W październiku w Cuetzlan odbywa się festiwal ludzi-ptaków (tzw. voladores), którzy przywdziewają na tę okazję kolorowe kostiumy i wspinają się na słup o wysokości 45 m.

## Główne miasta
- Acatlán de Osorio
- Amozoc de Mota
- Atlixco
- Cholula (Cholula de Rivadabia)
- Cuetzalán
- Huauchinango
- Izúcar de Matamoros
- Puebla
- San Martín Texmelucan de Labastida
- Tehuacán
- Teziutlán
- Zacatlan, Puebla

## Galeria

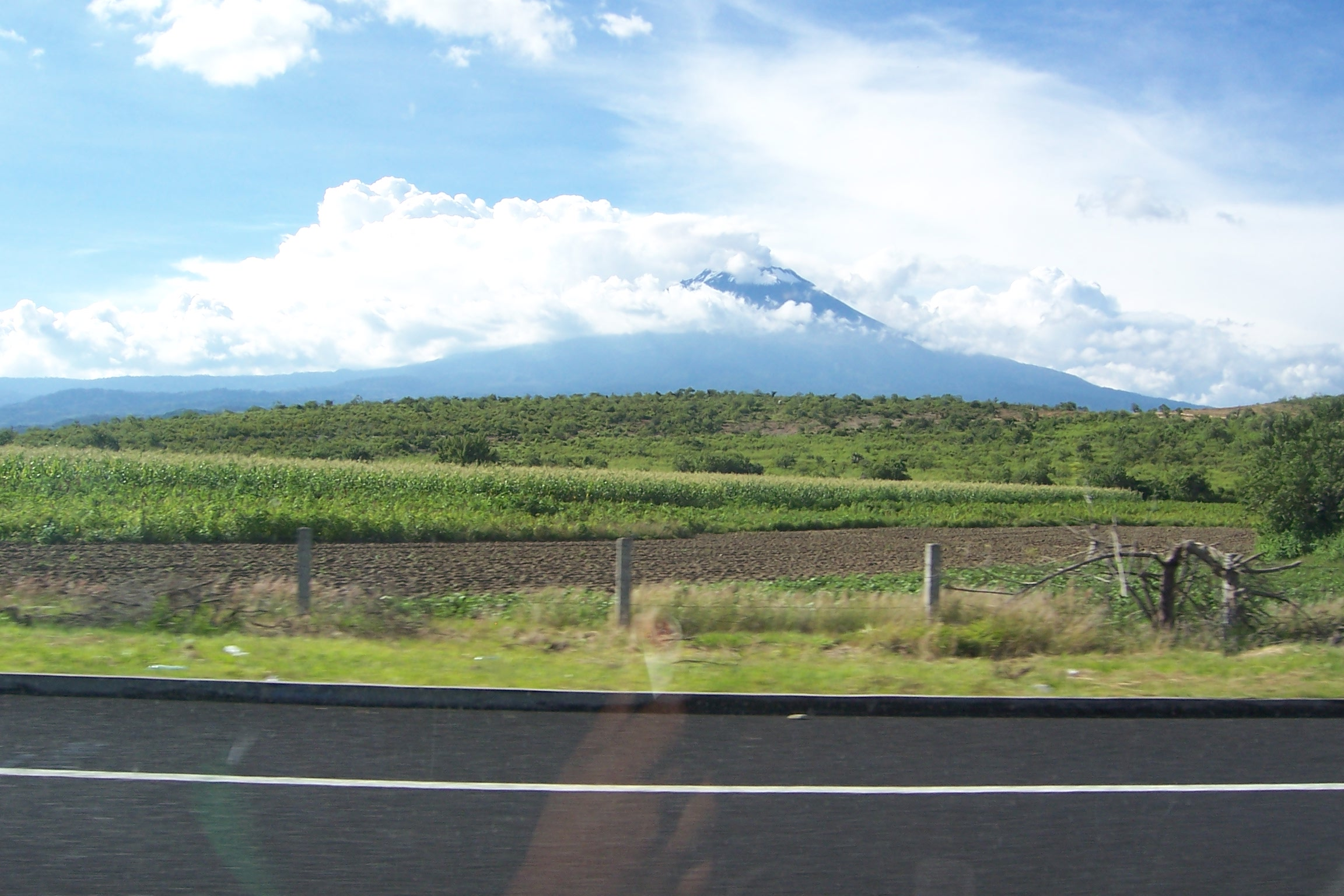
Valle de Atlixco
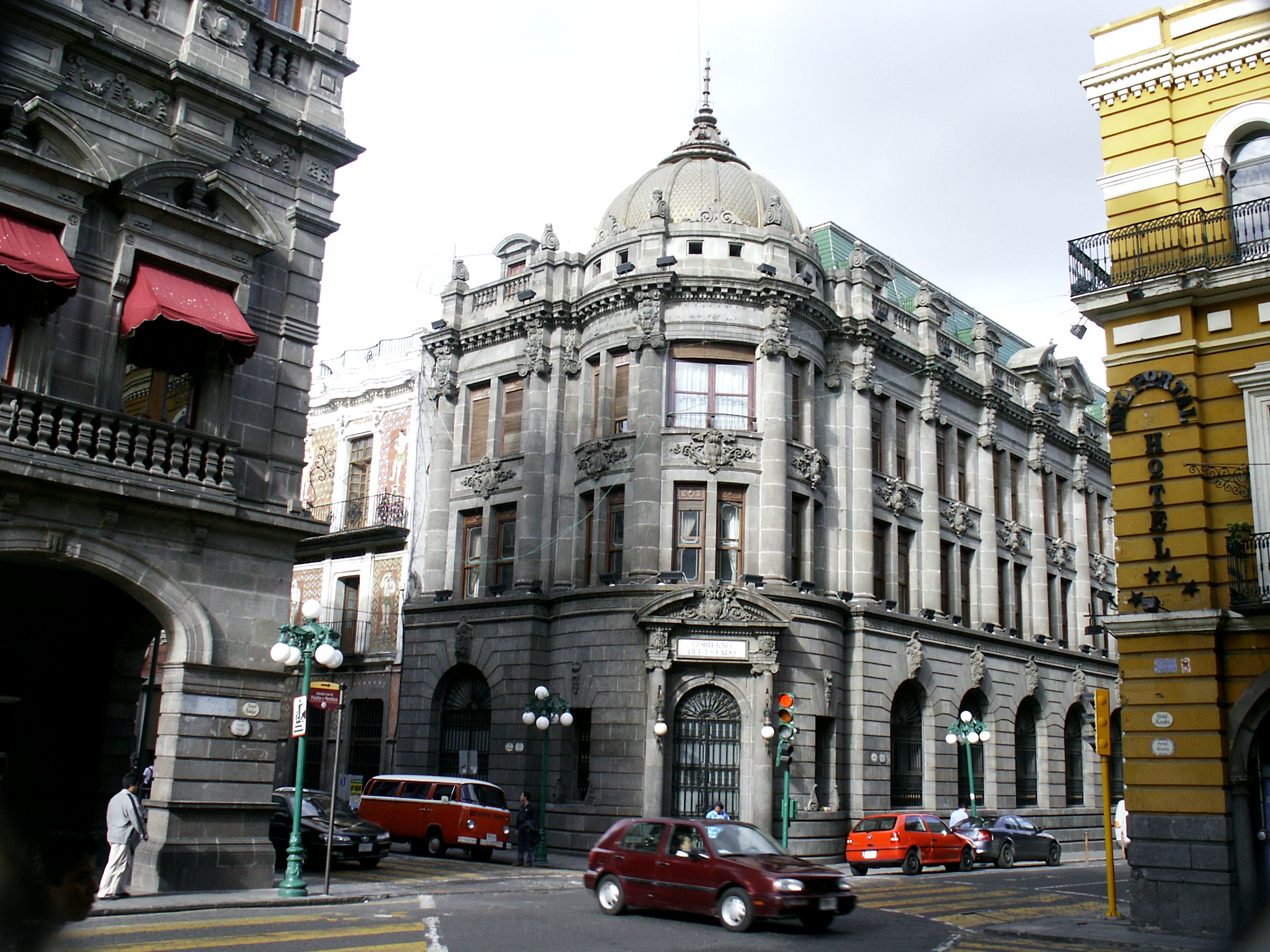
Puebla de Zaragoza
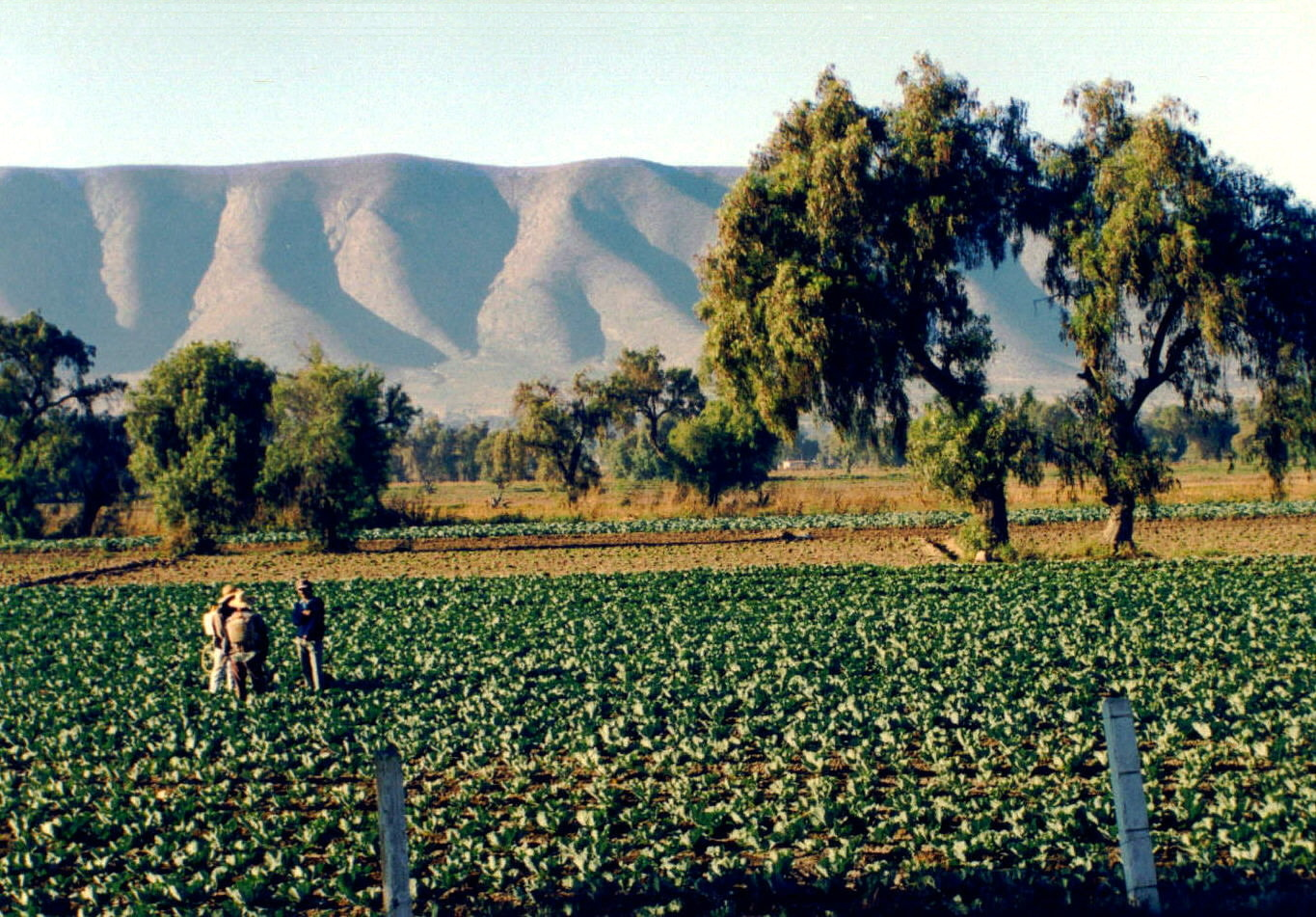
Rolnicy na polu uprawnym
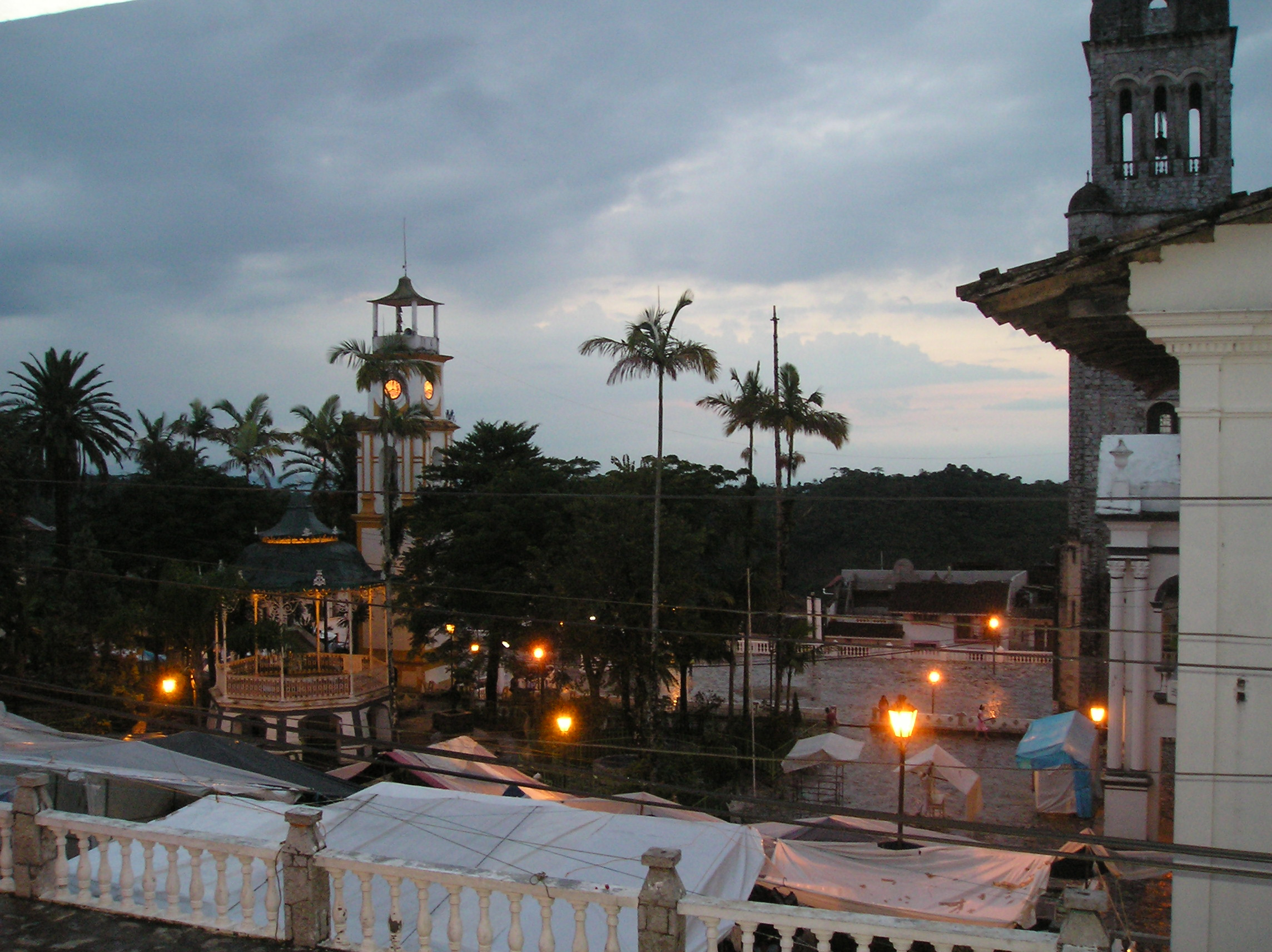
El Zócalo de Cuetzalan